# Орлов (Словаччина)
Орлов (словац. Orlov) — село в Словаччині, Старолюбовняському окрузі Пряшівського краю. Розташоване в північно-східній частині Словаччини недалеко кордону з Польщею.
Вперше згадується у 1349 році.
В селі є греко-католицька церква св. Параскеви з 1864 р., однак парафія в селі згадується уже в 1366 р.

## Населення
| Рік:            | 1994. | 2004.   | 2014.    | 2024.   |
| --------------- | ----- | ------- | -------- | ------- |
| Кількість осіб: | 798   | 763     | 646      | 600     |
| Різниця:        |       | -4,38 % | -15,33 % | -7,12 % |

| Рік:            | 2023. | 2024.   |
| --------------- | ----- | ------- |
| Кількість осіб: | 598   | 600     |
| Різниця:        |       | +0,33 % |

В селі проживає 712 осіб.
Національний склад населення (за даними останнього перепису населення — 2001 року):
- словаки — 89,63%
- русини — 8,98%
- українці — 0,38%
- чехи — 0,38%

Склад населення за приналежністю до релігії станом на 2001 рік:
- греко-католики — 82,05%,
- римо-католики — 16,81%,
- православні — 0,25%,
- не вважають себе віруючими або не належать до жодної вищезгаданої церкви- 0,89%